# Bosón II de Arlés
Bosón II de Arlés (928-965/967) fue conde de Aviñón desde 935 y conde de Arlés desde 949. Alrededor de 953, Bosón II se casó con Constanza, posiblemente hija de Carlos Constantino, conde de Vienne, de quien obtuvo dos hijos: Rotboldo II, y Guillermo I de Provenza, conde de Arlés y Provenza, y luego margrave de Provenza. Su origen es controvertido, aunque su vida es relativamente conocida.

## Origen
Según una primera hipótesis, Bosón II, hijo de Rotboldo de Agel, un noble de Mâconnais recibió el título de Conde de Provenza en 903 de manos de Luis III el Ciego.
Se desconocen los antepasados de Rotbold. Algunos historiadores consideran que podría ser el marido de cualquiera de las hijas de Guillermo I de Aquitania y de Ermengarda, una de las hijas de Bosón V de Provenza. Esta hipótesis se basa en el hecho de que algunos historiadores rechazan que su antepasado sea un descendiente masculino del margrave Boso debido a que este bosónida solo tuvo descendientes femeninas. Según el historiador francés Jean-Pierre Poly, que comparte esta hipótesis, la familia de condes que fue puesta en el poder por Hugo de Italia, procedía probablemente de Septimania. Uno de ellos, Bosón, cambió de bando alrededor de 947-948 al cancelar su matrimonio con Berta, la sobrina de Hugo, y casarse con una mujer noble llamada Constanza. El nombre de su hermano Guillermo fue dado a uno de los hijos de Bosón y sugiere que posiblemente estaba relacionado con los Guilhelmidas de Auvernia. Conrado III de Borgoña, el nuevo rey de Provenza, pudo haber encontrado en Bosón un conde menos amenazador y ambicioso de una familia menor, y más propenso a llevarse bien con los notables provenzales.